# 8923 Ямакава
8923 Ямакава (8923 Yamakawa) — астероїд головного поясу, відкритий 30 листопада 1996 року.
Тіссеранів параметр щодо Юпітера — 3,500.
Названо на честь астронома Ямакави (яп. やまかわ(山川) ямакава).